# Gemmula mystica
Gemmula mystica is een slakkensoort uit de familie van de Turridae. De wetenschappelijke naam van de soort is voor het eerst geldig gepubliceerd in 2005 door Simone.